# Скіту-Поєнарі
Скіту-Поєнарі (рум. Schitu Poienari) — село у повіті Телеорман в Румунії. Входить до складу комуни Вітенешть.
Село розташоване на відстані 70 км на південний захід від Бухареста, 11 км на схід від Александрії, 137 км на схід від Крайови.

## Населення
За даними перепису населення 2002 року у селі проживали 502 особи.
Національний склад населення села:
| Національність | Кількість осіб | Відсоток |
| -------------- | -------------- | -------- |
| румуни         | 494            | 98,4%    |
| цигани         | 8              | 1,6%     |

Рідною мовою назвали:
| Мова      | Кількість осіб | Відсоток |
| --------- | -------------- | -------- |
| румунська | 494            | 98,4%    |
| циганська | 8              | 1,6%     |